# Pablo Sarabia
Pablo Sarabia García (Madrid, 11 maggio 1992) è un calciatore spagnolo, centrocampista o attaccante dell'Al-Arabi e della nazionale spagnola.

## Caratteristiche tecniche
Gioca prevalentemente come ala destra, ma può agire su entrambe le ali. Grazie alla sua duttilità tattica può essere impiegato come trequartista, esterno di centrocampo, mezzala o terzino. Mancino di piede, è in possesso di un'ottima tecnica individuale, dotato di una buona conclusione dalla distanza, possiede una grande abilità nel dribbling e nel saper fornire assist ai compagni.

## Carriera

### Club

#### Gli inizi, Real Madrid
Sarabia ha iniziato giocando nella Escuela de Fútbol Madrid Oeste de Boadilla del Monte, una accademia calcistica fino al 2004, quando il Real Madrid ha deciso di acquistarlo, all'età di 12 anni. Dopo aver giocato per diverse squadre giovanili, ha fatto il suo debutto professionale in Segunda División B contro AD Alcorcón, il 3 gennaio 2010. Due settimane dopo ha segnato il suo primo gol con il Real Madrid Castilla, nella vittoria per 5-2 in casa contro il Racing de Santander B.
L'8 dicembre 2010 esordisce con la maglia della prima squadra nella partita di UEFA Champions League contro l'AJ Auxerre. Partito con il numero 33, sostituisce Cristiano Ronaldo al 72º di una partita nella fase a gironi conclusasi con una vittoria merengue per 4-0.
Nella sua seconda stagione con il Castilla, l'allenatore Alberto Toril lo ha spostato dalla sua posizione abituale di ala a centrocampista offensivo. Ha quindi segnando 12 gol in campionato, terzo miglior marcatore in squadra dietro Joselu e Álvaro Morata (14 a testa).

#### Getafe
Il 3 luglio 2011 ha firmato un contratto di cinque anni col Getafe, per una cifra di circa 3000000 €, con il Real Madrid che ha la possibilità di acquistare il giocatore dopo la sua seconda stagione.

#### Siviglia
Dopo la retrocessione del Getafe e in scadenza di contratto, il 9 giugno 2016, viene ceduto per 1 milione di euro al Siviglia, firmando un contratto quadriennale, con il club andaluso. Il 20 agosto successivo, segna al debutto fornendo anche due assist nella vittoria pirotecnica per 6-4 contro l'Espanyol. Il 22 febbraio 2017 segna la sua prima rete in Champions League nella partita interna d'andata degli ottavi di finale vinta per 2-1 dal Siviglia, contro il Leicester. Il 28 ottobre del 2018 è decisiva la sua doppietta in campionato, nella vittoria in casa per 2-1 contro l'Huesca. Con la società andalusa raccoglie globalmente in tre anni 151 presenze segnando 43 reti e fornendo 38 assist.

#### PSG e parentesi allo Sporting Lisbona
Il 2 luglio 2019 passa ufficialmente al Paris Saint-Germain, per una cifra di poco superiore ai 20 milioni, firmando un contratto quinquennale con la squadra parigina. Al PSG Sarabia rende al meglio sin da subito fornendo buone prestazioni e trovando spazio nelle rotazioni.
Il 31 agosto 2021 viene ceduto in prestito allo Sporting Lisbona, con opzione di acquisto. Con i portoghesi raccoglie 45 presenze e 21 reti e vince una Coppa di Lega portoghese, prima di far ritorno al club francese.
Nella prima parte di stagione 2022-2023 scende in campo 19 volte con la maglia dei campioni di Francia prima di decidere di lasciare il club durante la sessione invernale di calciomercato, terminando la sua esperienza con les Parisiens con 98 presenze e 22 reti totali ed aver vinto 3 Supercoppe di Francia, 2 campionati francesi, 2 Coppa di Francia, 1 Coppa di Lega francese ed essere arrivato in finale di UEFA Champions League nel 2019-2020.

#### Wolverhampton
Il 17 gennaio 2023 il Wolverhampton ha annunciato il suo acquisto per 5 milioni di euro e la sottoscrizione di un contratto di due anni e mezzo.

### Nazionale
Nel 2008 ha fatto la sua prima apparizione per la Spagna Under-16. Ha poi giocato con l'Under-17 la Coppa del Mondo FIFA 2009 in Nigeria, giocando in tutte le sette partite e segnando un gol; la squadra ha concluso al terzo posto. Con la nazionale Under-19 ha vinto il Campionato europeo 2011, mentre con la nazionale Under-21 ha vinto il Campionato europeo 2013.
Nell'agosto 2019, viene convocato per la prima volta nella nazionale maggiore spagnola, dal CT Robert Moreno, per le sfide di settembre, contro Romania e Fær Øer, valide alle qualificazioni al campionato d'Europa 2020. Fa il suo esordio con la maglia della Roja il 5 settembre successivo, entrando al 77º al posto di Dani Ceballos, nella partita vinta per 2-1 in trasferta contro la Romania. Il 15 novembre 2019 realizza la sua prima rete con la selezione iberica nel 7-0 contro Malta, in quella che era anche la sua prima gara da titolare con la Spagna.
Convocato per Euro 2020, va a segno nel successo per 5-0 contro la Slovacchia che consente agli spagnoli di passare agli ottavi. Agli ottavi va a segno nel successo per 5-3 contro la Croazia ai supplementari, ma il suo torneo subisce una frenata ai quarti contro la Svizzera a causa di un infortunio all'adduttore rimediato nel primo tempo.

## Statistiche

### Presenze e reti nei club
Statistiche aggiornate al 3 aprile 2025.
| Stagione                    | Squadra                     | Campionato                  | Campionato | Campionato | Coppe nazionali | Coppe nazionali | Coppe nazionali | Coppe continentali | Coppe continentali | Coppe continentali | Altre coppe | Altre coppe | Altre coppe | Totale | Totale |
| Stagione                    | Squadra                     | Comp                        | Pres       | Reti       | Comp            | Pres            | Reti            | Comp               | Pres               | Reti               | Comp        | Pres        | Reti        | Pres   | Reti   |
| --------------------------- | --------------------------- | --------------------------- | ---------- | ---------- | --------------- | --------------- | --------------- | ------------------ | ------------------ | ------------------ | ----------- | ----------- | ----------- | ------ | ------ |
| 2009-2010                   | Real M. Castilla            | SD                          | 16         | 3          | -               | -               | -               | -                  | -                  | -                  | -           | -           | -           | 28     | 3      |
| 2010-2011                   | Real M. Castilla            | SDB                         | 31+2       | 12         | -               | -               | -               | -                  | -                  | -                  | -           | -           | -           | 33     | 12     |
| Totale Real Madrid Castilla | Totale Real Madrid Castilla | Totale Real Madrid Castilla | 47+2       | 15         |                 | -               | -               |                    | -                  | -                  |             | -           | -           | 49     | 15     |
| 2010-2011                   | Real Madrid                 | PD                          | 0          | 0          | CR              | 0               | 0               | UCL                | 1                  | 0                  | -           | -           | -           | 1      | 0      |
| 2011-2012                   | Getafe                      | PD                          | 19         | 0          | CR              | 1               | 0               | -                  | -                  | -                  | -           | -           | -           | 20     | 0      |
| 2012-2013                   | Getafe                      | PD                          | 13         | 1          | CR              | 3               | 1               | -                  | -                  | -                  | -           | -           | -           | 16     | 2      |
| 2013-2014                   | Getafe                      | PD                          | 33         | 1          | CR              | 4               | 1               | -                  | -                  | -                  | -           | -           | -           | 37     | 2      |
| 2014-2015                   | Getafe                      | PD                          | 35         | 2          | CR              | 6               | 2               | -                  | -                  | -                  | -           | -           | -           | 41     | 4      |
| 2015-2016                   | Getafe                      | PD                          | 31         | 7          | CR              | 1               | 0               | -                  | -                  | -                  | -           | -           | -           | 32     | 7      |
| Totale Getafe               | Totale Getafe               | Totale Getafe               | 131        | 11         |                 | 15              | 4               |                    | -                  | -                  |             | -           | -           | 146    | 15     |
| 2016-2017                   | Siviglia                    | PD                          | 34         | 8          | CR              | 3               | 2               | UCL                | 7                  | 1                  | SU+SS       | 0+2         | 0           | 46     | 11     |
| 2017-2018                   | Siviglia                    | PD                          | 34         | 6          | CR              | 8               | 2               | UCL                | 11                 | 1                  | -           | -           | -           | 53     | 9      |
| 2018-2019                   | Siviglia                    | PD                          | 33         | 13         | CR              | 5               | 1               | UEL                | 13                 | 8                  | SS          | 1           | 1           | 52     | 23     |
| Totale Siviglia             | Totale Siviglia             | Totale Siviglia             | 101        | 27         |                 | 16              | 5               |                    | 31                 | 10                 |             | 3           | 1           | 151    | 43     |
| 2019-2020                   | Paris Saint-Germain         | L1                          | 21         | 4          | CF+CdL          | 6+3             | 7+1             | UCL                | 9                  | 2                  | SF          | 1           | 0           | 40     | 14     |
| 2020-2021                   | Paris Saint-Germain         | L1                          | 27         | 6          | CF              | 5               | 1               | UCL                | 4                  | 0                  | SF          | 1           | 0           | 37     | 7      |
| ago. 2021                   | Paris Saint-Germain         | L1                          | 2          | 1          | CF              | 0               | 0               | UCL                | 0                  | 0                  | SF          | 0           | 0           | 2      | 1      |
| ago. 2021-2022              | Sporting Lisbona            | PL                          | 29         | 15         | CP+CdL          | 4+4             | 2+2             | UCL                | 8                  | 2                  | SP          | -           | -           | 45     | 21     |
| 2022-gen. 2023              | Paris Saint-Germain         | L1                          | 14         | 0          | CF              | 1               | 0               | UCL                | 3                  | 0                  | SF          | 1           | 0           | 19     | 0      |
| Totale Paris Saint-Germain  | Totale Paris Saint-Germain  | Totale Paris Saint-Germain  | 64         | 11         |                 | 15              | 9               |                    | 16                 | 2                  |             | 3           | 0           | 98     | 22     |
| gen.-giu. 2023              | Wolverhampton               | PL                          | 13         | 1          | FACup+CdL       | 0               | 0               | -                  | -                  | -                  | -           | -           | -           | 13     | 1      |
| 2023-2024                   | Wolverhampton               | PL                          | 30         | 4          | FACup+CdL       | 4+2             | 0               | -                  | -                  | -                  | -           | -           | -           | 36     | 4      |
| 2024-2025                   | Wolverhampton               | PL                          | 24         | 3          | FACup+CdL       | 3+2             | 0               | -                  | -                  | -                  | -           | -           | -           | 28     | 3      |
| Totale Wolverhampton        | Totale Wolverhampton        | Totale Wolverhampton        | 66         | 8          |                 | 11              | 0               |                    | -                  | -                  |             | -           | -           | 77     | 8      |
| Totale carriera             | Totale carriera             | Totale carriera             | 440        | 87         |                 | 65              | 22              |                    | 56                 | 14                 |             | 6           | 1           | 567    | 124    |

### Cronologia presenze e reti in nazionale
| Cronologia completa delle presenze e delle reti in nazionale ― Spagna | Cronologia completa delle presenze e delle reti in nazionale ― Spagna | Cronologia completa delle presenze e delle reti in nazionale ― Spagna | Cronologia completa delle presenze e delle reti in nazionale ― Spagna | Cronologia completa delle presenze e delle reti in nazionale ― Spagna | Cronologia completa delle presenze e delle reti in nazionale ― Spagna | Cronologia completa delle presenze e delle reti in nazionale ― Spagna | Cronologia completa delle presenze e delle reti in nazionale ― Spagna |
| Data                                                                  | Città                                                                 | In casa                                                               | Risultato                                                             | Ospiti                                                                | Competizione                                                          | Reti                                                                  | Note                                                                  |
| --------------------------------------------------------------------- | --------------------------------------------------------------------- | --------------------------------------------------------------------- | --------------------------------------------------------------------- | --------------------------------------------------------------------- | --------------------------------------------------------------------- | --------------------------------------------------------------------- | --------------------------------------------------------------------- |
| 5-9-2019                                                              | Bucarest                                                              | Romania                                                               | 1 – 2                                                                 | Spagna                                                                | Qual. Euro 2020                                                       | -                                                                     | 77’                                                                   |
| 8-9-2019                                                              | Gijón                                                                 | Spagna                                                                | 4 – 0                                                                 | Fær Øer                                                               | Qual. Euro 2020                                                       | -                                                                     | 68’                                                                   |
| 15-11-2019                                                            | Cadice                                                                | Spagna                                                                | 7 – 0                                                                 | Malta                                                                 | Qual. Euro 2020                                                       | 1                                                                     |                                                                       |
| 4-6-2021                                                              | Madrid                                                                | Spagna                                                                | 0 – 0                                                                 | Portogallo                                                            | Amichevole                                                            | -                                                                     | 75’                                                                   |
| 14-6-2021                                                             | Siviglia                                                              | Spagna                                                                | 0 – 0                                                                 | Svezia                                                                | Euro 2020 - 1º turno                                                  | -                                                                     | 66’                                                                   |
| 19-6-2021                                                             | Siviglia                                                              | Spagna                                                                | 1 – 1                                                                 | Polonia                                                               | Euro 2020 - 1º turno                                                  | -                                                                     | 68’                                                                   |
| 23-6-2021                                                             | Siviglia                                                              | Slovacchia                                                            | 0 – 5                                                                 | Spagna                                                                | Euro 2020 - 1º turno                                                  | 1                                                                     |                                                                       |
| 28-6-2021                                                             | Copenaghen                                                            | Croazia                                                               | 3 – 5 dts                                                             | Spagna                                                                | Euro 2020 - Ottavi di finale                                          | 1                                                                     | 71’                                                                   |
| 2-7-2021                                                              | San Pietroburgo                                                       | Svizzera                                                              | 1 – 1 dts (1 – 3 dtr)                                                 | Spagna                                                                | Euro 2020 - Quarti di finale                                          | -                                                                     | 46’                                                                   |
| 2-9-2021                                                              | Solna                                                                 | Svezia                                                                | 2 – 1                                                                 | Spagna                                                                | Qual. Mondiali 2022                                                   | -                                                                     | 75’                                                                   |
| 5-9-2021                                                              | Badajoz                                                               | Spagna                                                                | 4 – 0                                                                 | Georgia                                                               | Qual. Mondiali 2022                                                   | 1                                                                     |                                                                       |
| 8-9-2021                                                              | Pristina                                                              | Kosovo                                                                | 0 – 2                                                                 | Spagna                                                                | Qual. Mondiali 2022                                                   | -                                                                     | 72’                                                                   |
| 6-10-2021                                                             | Milano                                                                | Italia                                                                | 1 – 2                                                                 | Spagna                                                                | UEFA Nations League 2020-2021 - Semifinale                            | -                                                                     | 65’ 75’                                                               |
| 10-10-2021                                                            | Milano                                                                | Spagna                                                                | 1 – 2                                                                 | Francia                                                               | UEFA Nations League 2020-2021 - Finale                                | -                                                                     | 61’                                                                   |
| 11-11-2021                                                            | Atene                                                                 | Grecia                                                                | 0 – 1                                                                 | Spagna                                                                | Qual. Mondiali 2022                                                   | 1                                                                     | 48’ 57’                                                               |
| 14-11-2021                                                            | Siviglia                                                              | Spagna                                                                | 1 – 0                                                                 | Svezia                                                                | Qual. Mondiali 2022                                                   | -                                                                     | 59’                                                                   |
| 26-3-2022                                                             | Cornellà de Llobregat                                                 | Spagna                                                                | 2 – 1                                                                 | Albania                                                               | Amichevole                                                            | -                                                                     | 63’                                                                   |
| 29-3-2022                                                             | La Coruña                                                             | Spagna                                                                | 5 – 0                                                                 | Islanda                                                               | Amichevole                                                            | 2                                                                     | 58’                                                                   |
| 2-6-2022                                                              | Siviglia                                                              | Spagna                                                                | 1 – 1                                                                 | Portogallo                                                            | UEFA Nations League 2022-2023 - 1º turno                              | -                                                                     | 36’                                                                   |
| 5-6-2022                                                              | Praga                                                                 | Rep. Ceca                                                             | 2 – 2                                                                 | Spagna                                                                | UEFA Nations League 2022-2023 - 1º turno                              | -                                                                     | 72’                                                                   |
| 9-6-2022                                                              | Lancy                                                                 | Svizzera                                                              | 0 – 1                                                                 | Spagna                                                                | UEFA Nations League 2022-2023 - 1º turno                              | 1                                                                     | 46’                                                                   |
| 12-6-2022                                                             | Malaga                                                                | Spagna                                                                | 2 – 0                                                                 | Rep. Ceca                                                             | UEFA Nations League 2022-2023 - 1º turno                              | 1                                                                     | 72’                                                                   |
| 24-9-2022                                                             | Saragozza                                                             | Spagna                                                                | 1 – 2                                                                 | Svizzera                                                              | UEFA Nations League 2022-2023 - 1º turno                              | -                                                                     | 63’                                                                   |
| 27-9-2022                                                             | Braga                                                                 | Portogallo                                                            | 0 – 1                                                                 | Spagna                                                                | UEFA Nations League 2022-2023 - 1º turno                              | -                                                                     | 60’                                                                   |
| 17-11-2022                                                            | Amman                                                                 | Giordania                                                             | 1 – 3                                                                 | Spagna                                                                | Amichevole                                                            | -                                                                     | 58’                                                                   |
| 6-12-2022                                                             | Al Rayyan                                                             | Marocco                                                               | 0 – 0 dts (3 – 0 dtr)                                                 | Spagna                                                                | Mondiali 2022 - Ottavi di finale                                      | -                                                                     | 118’                                                                  |
| 22-3-2024                                                             | Londra                                                                | Spagna                                                                | 0 – 1                                                                 | Colombia                                                              | Amichevole                                                            | -                                                                     | 72’                                                                   |
| Totale                                                                |                                                                       | Presenze                                                              | 27                                                                    |                                                                       | Reti                                                                  | 9                                                                     |                                                                       |

| Cronologia completa delle presenze e delle reti in nazionale ― Spagna under 21 | Cronologia completa delle presenze e delle reti in nazionale ― Spagna under 21 | Cronologia completa delle presenze e delle reti in nazionale ― Spagna under 21 | Cronologia completa delle presenze e delle reti in nazionale ― Spagna under 21 | Cronologia completa delle presenze e delle reti in nazionale ― Spagna under 21 | Cronologia completa delle presenze e delle reti in nazionale ― Spagna under 21 | Cronologia completa delle presenze e delle reti in nazionale ― Spagna under 21 | Cronologia completa delle presenze e delle reti in nazionale ― Spagna under 21 |
| Data                                                                           | Città                                                                          | In casa                                                                        | Risultato                                                                      | Ospiti                                                                         | Competizione                                                                   | Reti                                                                           | Note                                                                           |
| ------------------------------------------------------------------------------ | ------------------------------------------------------------------------------ | ------------------------------------------------------------------------------ | ------------------------------------------------------------------------------ | ------------------------------------------------------------------------------ | ------------------------------------------------------------------------------ | ------------------------------------------------------------------------------ | ------------------------------------------------------------------------------ |
| 10-11-2011                                                                     | Melilla                                                                        | Spagna under 21                                                                | 6 – 0                                                                          | Estonia under 21                                                               | Qual. Europeo Under-21 2013                                                    | 1                                                                              |                                                                                |
| 14-11-2011                                                                     | Cordova                                                                        | Spagna under 21                                                                | 3 – 0                                                                          | Svizzera under 21                                                              | Qual. Europeo Under-21 2013                                                    | -                                                                              | 57’                                                                            |
| 31-5-2012                                                                      | Tallinn                                                                        | Estonia under 21                                                               | 0 – 1                                                                          | Spagna under 21                                                                | Qual. Europeo Under-21 2013                                                    | -                                                                              | 80’                                                                            |
| 6-9-2012                                                                       | Sion                                                                           | Svizzera under 21                                                              | 0 – 0                                                                          | Spagna under 21                                                                | Qual. Europeo Under-21 2013                                                    | -                                                                              | 84’                                                                            |
| 10-9-2012                                                                      | Alicante                                                                       | Spagna under 21                                                                | 6 – 0                                                                          | Croazia under 21                                                               | Qual. Europeo Under-21 2013                                                    | 1                                                                              | 71’                                                                            |
| 11-10-2012                                                                     | Burgos                                                                         | Spagna under 21                                                                | 5 – 0                                                                          | Danimarca under 21                                                             | Qual. Europeo Under-21 2013                                                    | -                                                                              | 62’                                                                            |
| 16-10-2012                                                                     | Aalborg                                                                        | Danimarca under 21                                                             | 1 – 3                                                                          | Spagna under 21                                                                | Qual. Europeo Under-21 2013                                                    | -                                                                              | 57’                                                                            |
| 13-11-2012                                                                     | Siena                                                                          | Italia under 21                                                                | 1 – 3                                                                          | Spagna under 21                                                                | Amichevole                                                                     | -                                                                              | 79’                                                                            |
| 5-2-2013                                                                       | Malines                                                                        | Belgio under 21                                                                | 1 – 1                                                                          | Spagna under 21                                                                | Amichevole                                                                     | -                                                                              | 68’                                                                            |
| 21-3-2013                                                                      | Toledo                                                                         | Spagna under 21                                                                | 5 – 2                                                                          | Norvegia under 21                                                              | Amichevole                                                                     | -                                                                              | 61’                                                                            |
| 25-3-2013                                                                      | Alcorcón                                                                       | Spagna under 21                                                                | 3 – 1                                                                          | Russia under 21                                                                | Amichevole                                                                     | -                                                                              | 46’                                                                            |
| 12-6-2013                                                                      | Petah Tiqwa                                                                    | Spagna under 21                                                                | 3 – 0                                                                          | Paesi Bassi under 21                                                           | Europeo Under-21 2013 - 1º turno                                               | -                                                                              |                                                                                |
| 15-6-2013                                                                      | Netanya                                                                        | Spagna under 21                                                                | 3 – 0                                                                          | Norvegia under 21                                                              | Europeo Under-21 2013 - Semifinale                                             | -                                                                              | 89’                                                                            |
| 5-9-2013                                                                       | Graz                                                                           | Austria under 21                                                               | 2 – 6                                                                          | Spagna under 21                                                                | Qual. Europeo Under-21 2015                                                    | -                                                                              | 65’                                                                            |
| 9-9-2013                                                                       | Logroño                                                                        | Spagna under 21                                                                | 4 – 0                                                                          | Albania under 21                                                               | Qual. Europeo Under-21 2015                                                    | -                                                                              | 76’                                                                            |
| 10-10-2013                                                                     | Murcia                                                                         | Spagna under 21                                                                | 3 – 2                                                                          | Bosnia ed Erzegovina under 21                                                  | Qual. Europeo Under-21 2015                                                    | -                                                                              | 74’                                                                            |
| 14-10-2013                                                                     | Cartagena                                                                      | Spagna under 21                                                                | 1 – 0                                                                          | Ungheria under 21                                                              | Qual. Europeo Under-21 2015                                                    | -                                                                              | 63’                                                                            |
| 4-3-2014                                                                       | Palencia                                                                       | Spagna under 21                                                                | 2 – 0                                                                          | Germania under 21                                                              | Amichevole                                                                     | -                                                                              | 58’                                                                            |
| 4-9-2014                                                                       | Felcsút                                                                        | Ungheria under 21                                                              | 0 – 1                                                                          | Spagna under 21                                                                | Qual. Europeo Under-21 2015                                                    | -                                                                              | 65’                                                                            |
| 9-9-2014                                                                       | Puertollano                                                                    | Spagna under 21                                                                | 1 – 1                                                                          | Austria under 21                                                               | Qual. Europeo Under-21 2015                                                    | 1                                                                              |                                                                                |
| 10-10-2014                                                                     | Jagodina                                                                       | Serbia under 21                                                                | 0 – 0                                                                          | Spagna under 21                                                                | Qual. Europeo Under-21 2015                                                    | -                                                                              | 68’                                                                            |
| 14-10-2014                                                                     | Cadice                                                                         | Spagna under 21                                                                | 1 – 2                                                                          | Serbia under 21                                                                | Qual. Europeo Under-21 2015                                                    | -                                                                              | 62’                                                                            |
| Totale                                                                         |                                                                                | Presenze                                                                       | 22                                                                             |                                                                                | Reti                                                                           | 3                                                                              |                                                                                |

## Palmarès

### Club
- Supercoppa francese: 3

Paris Saint-Germain: 2019, 2020, 2022
- Campionato francese: 2

Paris Saint-Germain: 2019-2020, 2021-2022
- Coppa di Francia: 2

Paris Saint-Germain: 2019-2020, 2020-2021
- Coppa di Lega francese: 1

Paris Saint-Germain: 2019-2020
- Coppa di Lega portoghese: 1

Sporting CP: 2021-2022

### Nazionale
- Campionato d'Europa Under-19: 1

2011
- Campionato d'Europa Under-21: 1

2013

### Individuale
- Miglior marcatore della Coupe de France: 1

2019-2020 (7 reti)